# Strangalia pallifrons
Strangalia pallifrons là một loài bọ cánh cứng trong họ Cerambycidae.